# Miliczské rybníky
Miliczské rybníky (Stawy Milickie) jsou skupinou asi 285 rybníků v Dolnoslezském vojvodství na jihozápadě Polska v údolí řeky Barycz. Nedaleko leží města Milicz a Żmigród. Rybníky pokrývají celkovou plochu asi 77 km².
Soustava rybníků byla založena v 13. století cisterciáky. Milické rybníky jsou největšími chovnými rybníky kaprů v Evropě a rovněž největší přírodní rezervací v Polsku a jednou z nejcennějších ornitologických lokalit v Evropě.

Vzhledem k jejímu významu jako místa výskytu a hnízdišť vodních ptáků, byla oblast rybníků s plochou 53 km² v roce 1963 vyhlášena jako přírodní rezervace, která je chráněna v rámci Ramsarské úmluvy (jedno ze 13 takových míst v Polsku). Od roku 1996 je také součástí rozsáhlejšího chráněného území známého jako Chráněná krajinná oblast Dolina Baryczy.

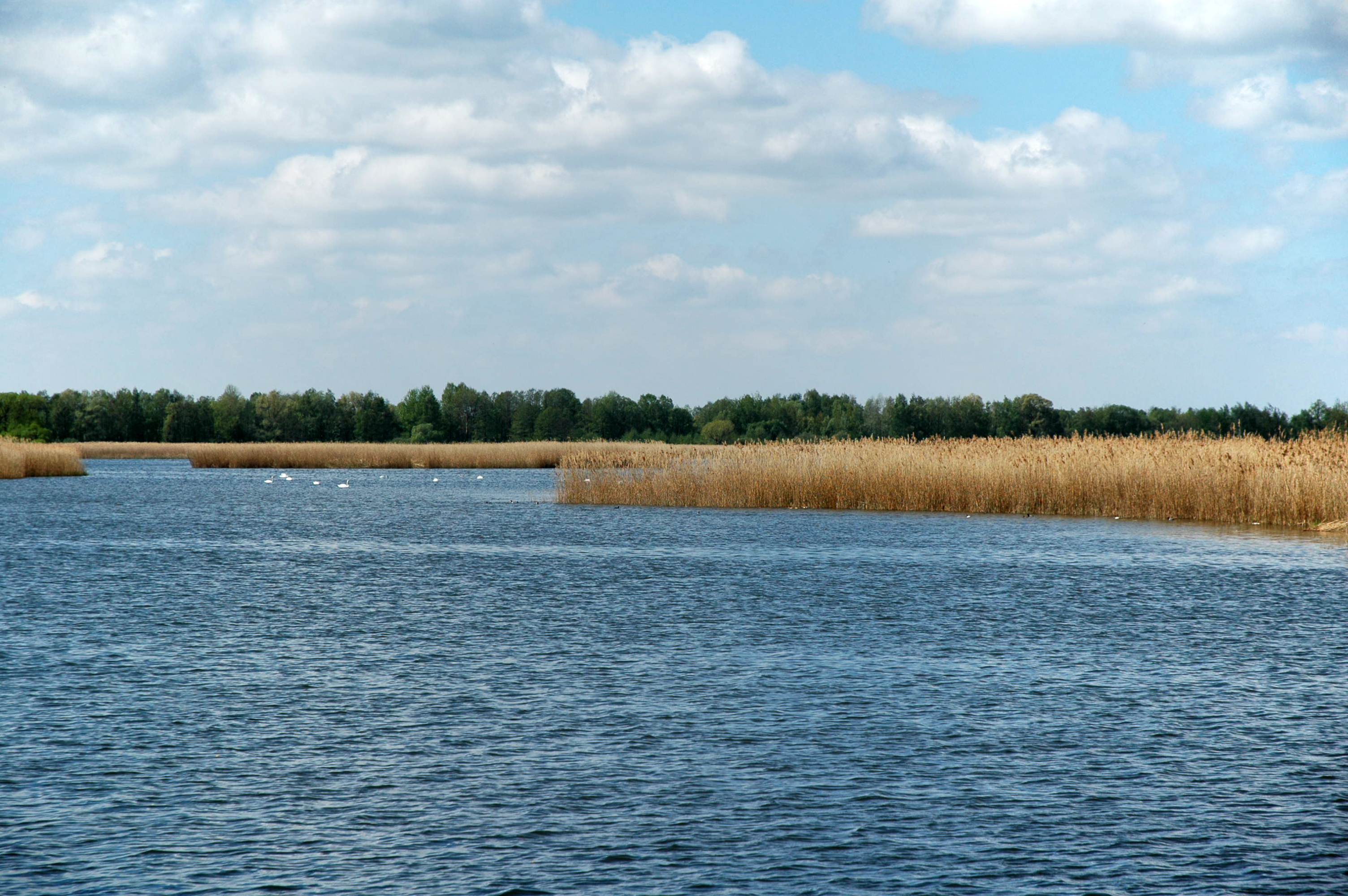
Pohled na rybník Słoneczny Górny
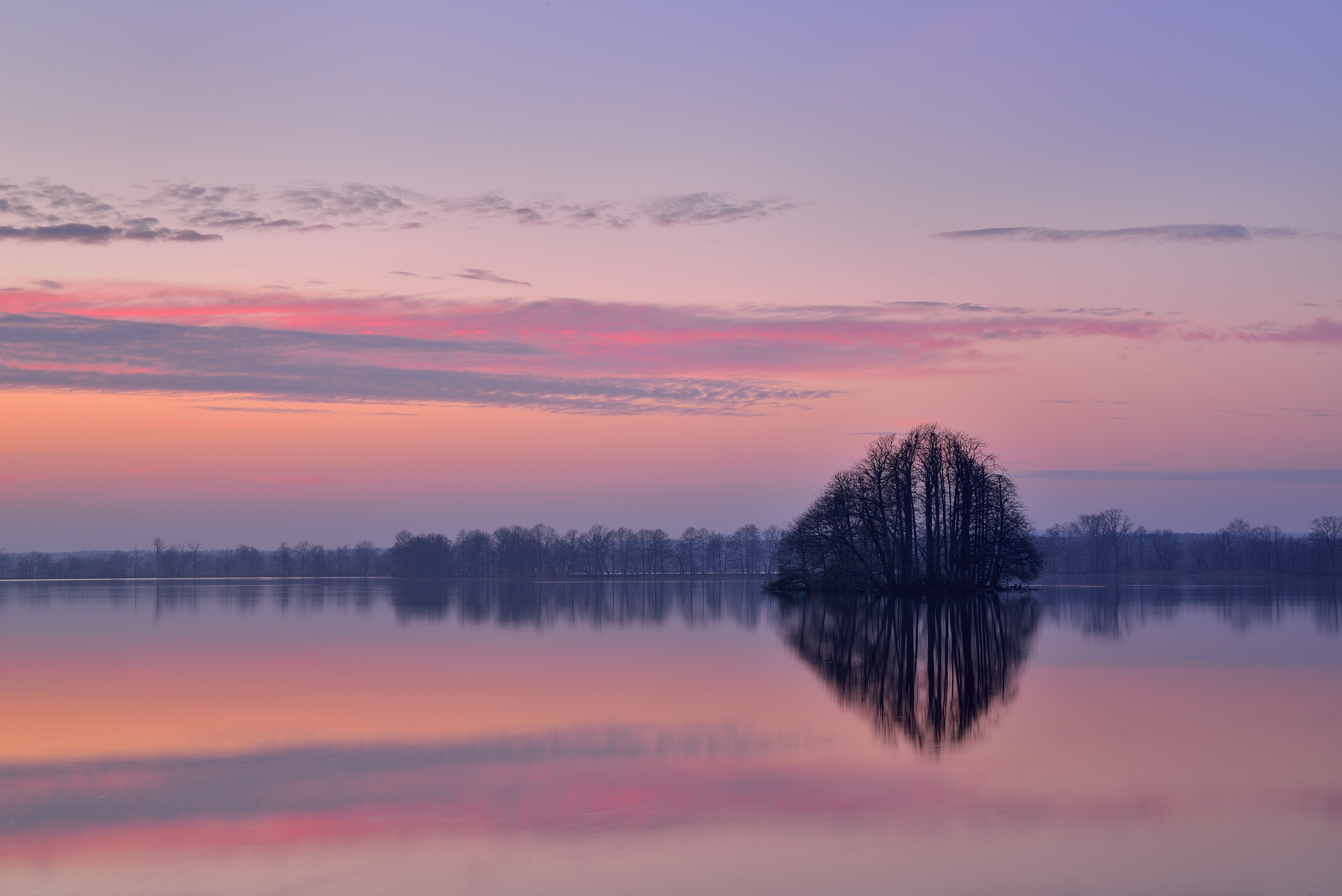
Přírodní rezervace Stawy Milickie v CHKO Dolina Baryczy
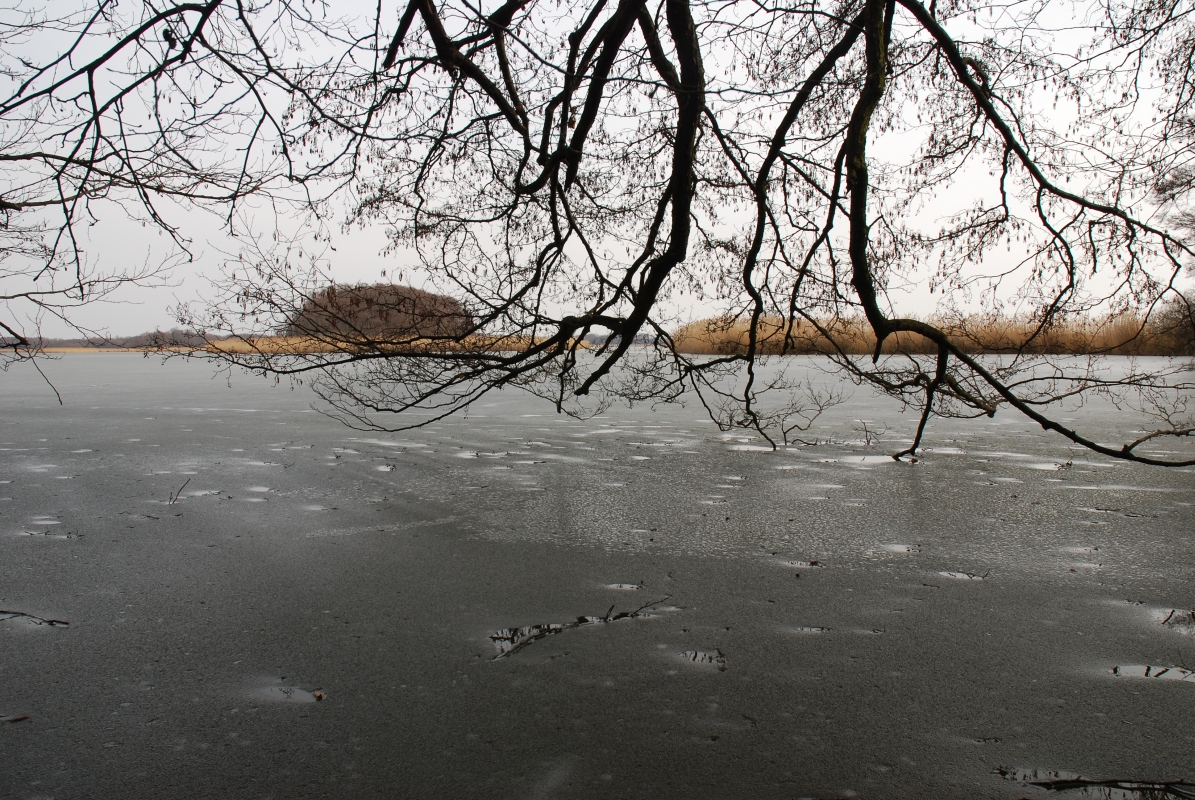
Pohled na rybník Grabownica